# Pseudoeurycea scandens
Pseudoeurycea scandens là một loài kỳ giông trong họ Plethodontidae.
Nó là loài đặc hữu của México.
Môi trường sống tự nhiên của chúng là hang.
Nó bị đe dọa do mất môi trường sống.